# Falcon 4.0
Falcon 4.0 è un simulatore di volo originariamente distribuito nel 1998 dalla Microprose. È il simulatore più longevo e più realistico del caccia Block 50/52 F-16 Fighting Falcon.

## Trama
Nella storia del gioco, la guerra inizia nei primi anni '90 con le forze militari della Corea del Nord che invadono la Corea del Sud. Gli Stati Uniti decidono di intervenire immediatamente appoggiando militarmente la Corea del Sud.

## Modalità di gioco
Il giocatore impersona un pilota statunitense di F-16 impegnato nel conflitto. I singoli velivoli sono molto fedeli alle loro controparti reali tanto che nella strumentazione del cockpit di ogni caccia o bombardiere si potranno trovare tasti, pannelli ed elementi che rispecchieranno fedelmente quelli realmente esistenti. Il 99% dei tasti all'interno del cockpit sono attivi ed hanno l'esatta e specifica funzione dei comandi che si possono trovare dentro al cockpit di un vero F-16. Durante le missioni il giocatore potrà trovarsi di fronte a qualsiasi tipo di condizione meteorologica in ogni ora del giorno e della notte per tutte e quattro le stagioni. Il corposo manuale di gioco si rivela fondamentale per la comprensione di determinate manovre da effettuare nel corso del gameplay.

## Falcon 4.0 Allied Force
Falcon 4.0: Allied Force, è una versione migliorata del vecchio Falcon 4.0, edita dalla Lead Pursuit, pubblicata il 28 giugno 2005. Questa versione ha una nuova campagna ambientata durante la recente guerra nei Balcani. L'ultima patch è la BMS 4.32.

### Campagna
La campagna ha due passi principali: il briefing e la missione.

## Tecnologia

### Campagna
Diversamente dalla sua controparte statica, una campagna dinamica non è soggetta ad uno svolgimento predefinito. Le varie missioni ed il resto del gioco si sviluppano in base a come il gioco prosegue, in funzione del comportamento del giocatore. Le campagne dinamiche danno adito ad esperienze di gioco diverse e casuali, ma per i programmatori risultano sensibilmente più difficoltose da implementare.

### Grafica
Falcon 4.0 originalmente usa grafica 3D con supporto per multitexture.

## Storia
La prima versione di Falcon 4.0 conteneva numerosi bug. La patch finale ufficiale (versione 1.08) poneva rimedio, ma, con il passare degli anni, i giocatori chiedevano ulteriori miglioramenti. Vari gruppi di volontari hanno aumentato il dettaglio grafico e la complessità della simulazione, oltre ad aggiustare gli errori rimasti. I primi aggiornamenti furono sviluppati modificando il codice esadecimale dei file multimediali e degli eseguibili. Quando si diffuse il codice sorgente, un utente noto come eRAZOR ottimizzò ulteriormente il gioco riprogrammando parti del codice originale. In seguito, Atari, il distributore del gioco, vietò tutte le modifiche all'eseguibile, impedendo la diffusione di modifiche come BenchMarkSims "BMS 2.0".
Ci sono stati numerosi gruppi di persone che hanno modificato parti differenti di Falcon 4.0. Alcuni gruppi, come ViperWear, Swissflight, OpenSkins, e molti singoli soggetti, hanno creato nuove "skins" o schemi di pittura per gli aerei. Altri gruppi, come Centromedia.Com, iBeta, il Realism Patch Group, eTeam, the Unified Team, BenchMarkSims, FreeFalcon, e altri, hanno modificato i dati e il codice per renderli più realistici. Altri ancora hanno lavorato per creare nuovi scenari e paesaggi per Falcon 4.0. Migliaia di ore sono state spese da centinaia di persone per raggiungere l'obiettivo di rendere Falcon 4.0 il simulatore di aerei da combattimento più immersivo e realistico possibile.
Un'azienda di nome Lead Pursuit, che è stata formata da alcuni nomi noti della comunità di modding di Falcon, ha ottenuto una licenza da Atari per continuare lo sviluppo di Falcon 4.0. Allied Force è stato distribuito il 28 giugno del 2005, ed è principalmente una raccolta e riunificazione delle modifiche esistenti sull'originale Falcon 4.0 e le patches ufficiali, ma allo stesso tempo mostra molte nuove funzionalità mai viste prima ed è un grande passo avanti in stabilità, specialmente per quanto riguarda il gioco online multigiocatore. Lead Pursuit sta aggiornando il gioco con nuove patches, prendendo spunto dalla comunità dove possibile.